# Spiropentan
Spiropentan je ugljovodonik  sa formulom C
5H
8. To je najjednostavniji spiro-vezani cikloalkan, triangulan. Prošlo je nekoliko godina nakon otkrića 1887. godine dok nije utvrđena struktura ovog molekula. Prema pravilima nomenklature za spiro jedinjenja, sistematski naziv je spiro[2.2]pentan. Međutim, ne može biti konstitutivnih izomernih spiropentana, te je ime jedinstveno bez zagrada i brojeva.

## Sinteza
Nakon što je Gustavson proizveo ciklopropan reakcijom 1,3-dibromopropana sa mlevenim metalom cinka, pokušao je istu reakciju sa 2,2-bis(bromometil)-1,3-dibromopropanom (pogledajte šemu formule). Početni materijal se lako dobija reakcijom pentaeritritola sa bromovodoničnom kiselinom. Molekul sa formulom C
5H
8 je nastao. U početnoj publikaciji je nazvan viniltrimetilen. Godine 1907, Feht je izrazio pretpostavku da to mora da bude spiropentan, konstitutivni izomer vinilciklopropana. Dodatni dokazi o strukturi ugljovodonika potiču iz činjenice da se on takođe može dobiti iz 1,1-bis(bromometil)-ciklopropana (vidi shemu formule).
Spiropentan je teško odvojiti od ostalih proizvoda reakcije i rane procedure su rezultirale nečistim smešama. Decenijama kasnije, način proizvodnje je poboljšan. Spiro ugljovodonik se može odvojiti od nusproizvoda (2-metil-1-butena, 1,1-dimetilciklopropana, metilenciklobutana) destilacijom.

## Osobine

### Fizička svojstva
Određivanje strukture difrakcijom elektrona pokazalo je dve različite C-C dužine; veze za kvarterni („spiro”) atom ugljenika su kraće (146,9 pm) od onih između metilenskih grupa (CH2–CH2, 151.9 pm). C–C–C uglovi na spiro C atomu su 62,2°, veći nego u ciklopropanu.

### Hemijska svojstva
Prilikom zagrevanja molekula spiropentana obeleženih atomima deuterijuma, primećuje se reakcija topomerizacije ili „stereomutacije“, slična onoj kod ciklopropana: cis-1,2-dideuteriospiropentan se uravnotežuje sa trans-1,2-dideuteriospirpentanom.
Gustavson (1896) je izvestio da zagrevanje spiropentana na 200 °C dovodi do toga da se on promeni u druge ugljovodonike. Termoliza u gasnoj fazi od 360 do 410 °C rezultirala je ekspanzijom prstena do konstitutivnog izomera metilenciklobutana, zajedno sa produktima fragmentacije etena i propadiena. Pretpostavlja se da se duža - i slabija - veza prvo prekida, formirajući diradikalni intermedijer.